# STS-61-H
STS-61-Hは1986年に打上げが予定されていたスペースシャトルのミッション。コロンビアが使用されるはずだったが、チャレンジャー号爆発事故を受けてキャンセルされた。

## クルー
- コマンダー：マイケル・コート（Michael L. Coats）
- パイロット：ジョン・ブラハ（John Blaha）
- ミッションスペシャリスト1：アンナ・リー・フィッシャー
- ミッションスペシャリスト2：ジェームズ・ブチェリ（James F. Buchli）
- ミッションスペシャリスト3：ロバート・シュプリンガー（Robert C. Springer）
- ペイロードスペシャリスト1：ナイジェル・ウッド（Nigel Wood、イギリス）
- ペイロードスペシャリスト2：プラティウィ・スダルモノ（Pratiwi Sudarmono、インドネシア）

### バックアップ・クルー
- ペイロードスペシャリスト1: リチャード・ファリモンド（Richard Farrimond、イギリス）
- ペイロードスペシャリスト2: タウフィック・アクバル（Taufik Akbar、インドネシア）

## ミッション内容
ミッションの主な目的は商業衛星3機（スカイネット4A、パラパB3、ウェスター6S）を軌道に投入することだった。イギリスのスカイネット、およびインドネシアのパラパはそれぞれの国の宇宙飛行士によって軌道投入されるはずだった。
チャレンジャー号爆発事故後、スペースシャトルによる商業衛星の軌道投入は中断し、さらにアメリカ以外の宇宙飛行士は数年間、搭乗員候補にあがらなかった。ゆえにイギリス、インドネシア両国の宇宙飛行士は宇宙飛行の機会を逃すこととなった。アメリカの宇宙飛行士らはSTS-29に参加した。ただしアンナ・フィッシャーのみジェームス・バギアンに代えられている。
スカイネット4Aは1990年1月1日にタイタンIIIで、ウェスター6Sはギャラクシー6に改名され1992年10月12日にアリアン4で、パラパB3はパラパB2Pに改名され1987年3月20日にデルタ3920でそれぞれ打ち上げられた。